# Mercedes D.II
Mercedes D.II – sześciocylindrowy, rzędowy, chłodzony cieczą tłokowy silnik lotniczy o mocy 88 kW (120 KM), opracowany w 1914 roku przez niemieckie zakłady Daimler. Używany był m.in. do napędu samolotów Fokker D.I, Albatros B.I czy Albatros B.II. Dalszy rozwój konstrukcji doprowadził do powstania najliczniej produkowanego podczas I wojny światowej niemieckiego silnika – Mercedesa D.III.

## Historia rozwoju
Silnik Mercedes D.II wywodził się z poprzedniej konstrukcji zakładów Daimler – modelu Mercedes D.I (litera „D” w nazwie silnika oznaczała firmę Daimler). Został opracowany w 1914 roku. Zmiany obejmowały powiększenie średnicy cylindra ze 120 do 125 mm oraz skoku tłoka ze 140 do 150 mm, co zaowocowało osiągnięciem mocy 88 kW (120 KM) przy nieznacznie większej masie suchego silnika (wzrost ze 190 do 210 kg). Produkowany był do końca 1916 roku. Rozwinięciem konstrukcji był najliczniej produkowany niemiecki silnik podczas I wojny światowej – Mercedes D.III.

## Opis techniczny

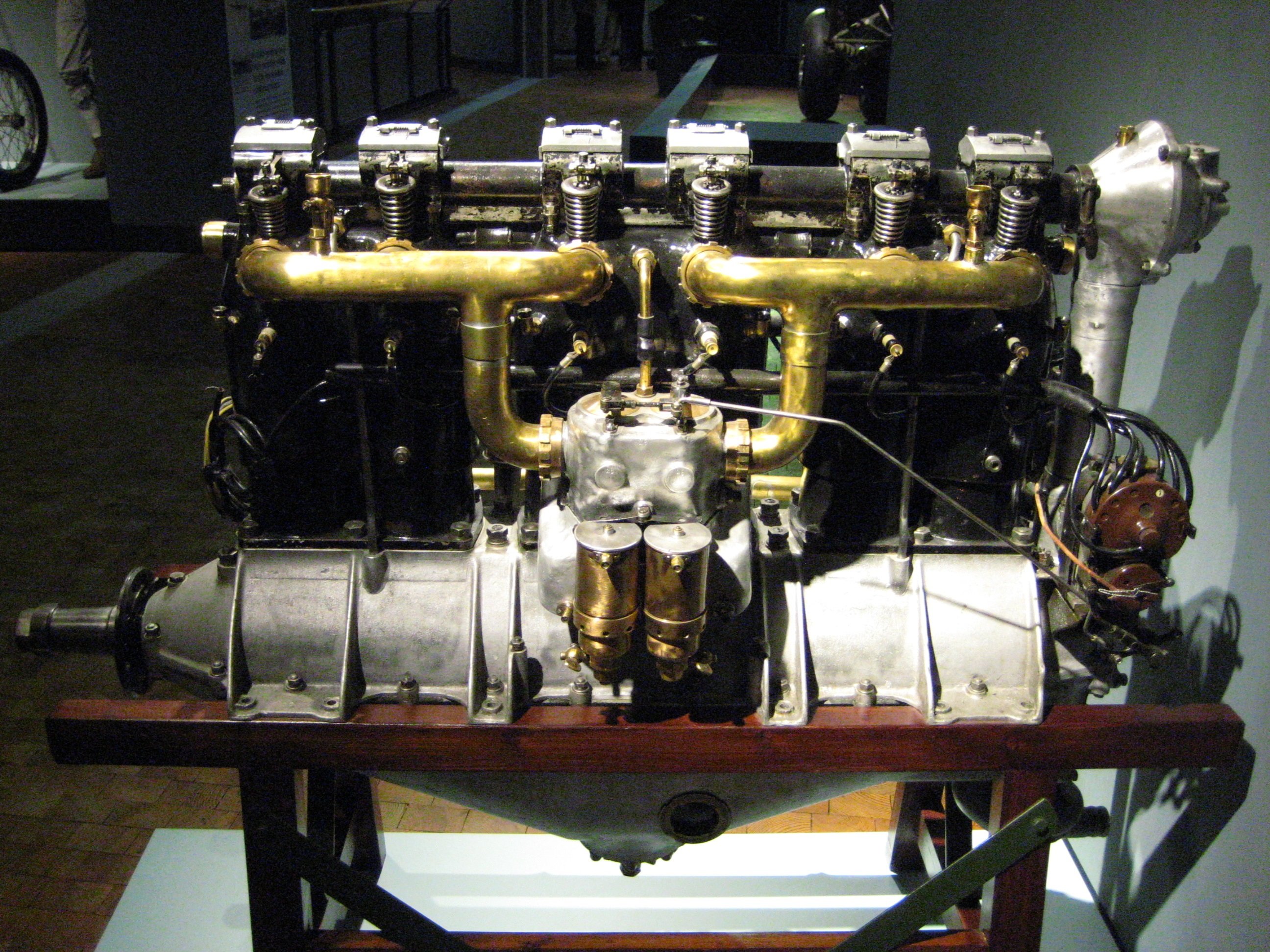
Silnik Mercedes D.II eksponowany w Deutsches Technikmuseum w Berlinie

Mercedes D.II jest sześciocylindrowym, rzędowym, chłodzonym cieczą tłokowym silnikiem lotniczym. Średnica cylindra wynosi 125 mm, a skok tłoka 150 mm. Masa suchego silnika wynosi 210 kg. Silnik ma układ górnozaworowy, a zgrupowane parami cylindry umieszczono pionowo na aluminiowej skrzyni korbowej. Wyposażony jest w dwa gaźniki i dwa magneta Bosch. Moc maksymalna wynosi 88 kW (120 KM).

## Zastosowanie
Silnik Mercedes D.II stosowany był w następujących płatowcach:
- samoloty myśliwskie – Fokker D.I[2][6], Fokker V.2[7], Fokker V.6[8], Fokker V.8[9], Halberstadt D.II[10], Halberstadt D.V[11], Junkers J 2[12], LVG D 10[13], LVG E.I[14];
- samoloty rozpoznawcze – Fokker M.16E[15][16];
- samoloty wielozadaniowe klasy B – AEG B.II[17], AEG B.III[18], Albatros B.I[2][19], Albatros B.II[2][20], Albatros B.III[19], Aviatik B.II[21], DFW B.II[22], Euler B.III[23], Goedecker B.I[24], Gotha B.I (LD.7)[25][26], Halberstadt B.III[27], Kondor B.I[28], LVG B.II[29], LVG B.III[30][31];
- samoloty szkolne – Kondor W 1[32];
- wodnosamoloty – Friedrichshafen FF.29[15][33], Gotha WD.7[30][34];
- samoloty doświadczalne – Junkers J 1[12].

### Zastosowanie w lotnictwie polskim
Niewielka liczba silników Mercedes D.II znalazła się na wyposażeniu samolotów pochodzenia niemieckiego Albatros B.II, użytkowanych w początkowych latach istnienia polskiego lotnictwa. Jednostki napędowe tego typu zamontowane były na płatowcach nr 817/17, nr 1013/17, nr 1290/17, nr 1765/17 i nr 2139/17.